# Nadine Horchlerová
Nadine Horchlerová, nepřechýleně Nadine Horchler (* 21. června 1986, Ottlar), je bývalá německá biatlonistka a reprezentantka.
Ve světovém poháru dokázala individuálně vyhrát jeden závod, když v sezóně 2016/17 ovládla závod s hromadným startem v italském středisku Anterselvě. S německou ženskou štafetou dále dokázala zvítězit ve dvou závodech.
V roce 2020 ukončila reprezentační kariéru.

## Výsledky

### Olympijské hry a mistrovství světa
Horchlerová se dosavadně účastnila dvou Mistrovství světa v biatlonu a to v českém Novém Městě na Moravě, a rakouském Hochfilzenu. Individuálně nejlépe v těchto závodech skončila na 28. místě ve vytrvalostním závodě v Novém Městě na Moravě.
| Sezóna  | D  | Místo                | SP  | SZ  | HZ | IZ  | ŠT | SŠT | Věk    |
| ------- | -- | -------------------- | --- | --- | -- | --- | -- | --- | ------ |
| 2012/13 | MS | Nové Město na Moravě | 84. | –   | –  | 28. | –  | –   | 26 let |
| 2016/17 | MS | Hochfilzen           | 46. | 32. | –  | –   | –  | –   | 30 let |

Poznámka: Výsledky z mistrovství světa se započítávají do celkového hodnocení světového poháru, výsledky z olympijských her se dříve započítávaly, od olympijských her v Soči se nezapočítávají.

### Juniorská mistrovství
Nezúčastnila se žádného juniorského šampionátu v biatlonu.

## Vítězství v závodech světové poháru

### Individuální
| Datum:         | Místo:             | Disciplína:               |
| -------------- | ------------------ | ------------------------- |
| 21. ledna 2017 | Anterselva, Itálie | závod s hromadným startem |

### Kolektivní
| Datum:         | Místo:                     | Disciplína: |
| -------------- | -------------------------- | ----------- |
| 5. března 2017 | Pchjongčchang, Jižní Korea | štafeta     |

#### Profily
- (německy) Oficiální webové stránky Nadine Horchlerové
- (anglicky) Profil Nadine Horchlerové na stránkách Mezinárodní biatlonové unie